# لين (ماساتشوستس)
لين (بالإنجليزية: Lynn)، هي تاسع أكبر بلدية في ولاية ماساتشوستس بالولايات المتحدة، وأكبر مدينة في مقاطعة إسيكس. تقع على ساحل المحيط الأطلسي، على بعد 3.7 أميال (6.0 كيلومترات) شمال خط مدينة بوسطن عند منطقة سوفولك داونز. تُعد لين جزءًا من النواة الحضرية الكبرى لمنطقة بوسطن، وهي مركز اقتصادي وثقافي رئيسي لشمال الشاطئ.
استُوطنت لين من قبل الأوروبيين عام 1629، وهي خامس أقدم مستوطنة استعمارية في الولاية. كانت لين مركزًا صناعيًا هامًا في بداياتها، وقد أُطلق عليها لفترة طويلة لقب "مدينة الخطيئة" بسبب سمعتها التاريخية المتعلقة بالجريمة والرذيلة. أما اليوم، فتعرف المدينة بسكانها المهاجرين، وعمارتها التاريخية، ومنطقة وسط المدينة الثقافية، وشقق الأسلوب اللوفتي، والحدائق العامة والمساحات المفتوحة، والتي تشمل محمية شاطئ لين على الساحل؛ ومحمية لين وودز التي تبلغ مساحتها 2200 فدان، والتي صممها فريدريك لو أولمستيد؛ بالإضافة إلى محمية وحديقة هاي روك التي صممها أبناء أولمستيد.
كما تضم لين متنزه تراث ولاية لين، والجزء الجنوبي من طريق إسيكس الساحلي الخلاب، ومنطقة دايموند التاريخية المطلة على البحر والمدرجة في السجل الوطني للأماكن التاريخية. بلغ عدد سكان لين 101,253 نسمة حسب تعداد الولايات المتحدة لعام 2020.

## التركيبة السكانية
حدّد مكتب تعداد الولايات المتحدة بيانات التركيبة السكانية للين في تعداد الولايات المتحدة. في ما يلي، التركيبة السكانية حسب تعدادي 2000 و2010.

### تعداد عام 2000
بلغ عدد سكان لين 89,050 نسمة بحسب تعداد عام 2000، وبلغ عدد الأسر 33,511 أسرة وعدد العائلات 21,033 عائلة مقيمة في المدينة. في حين سجلت الكثافة السكانية 2,542.1 نسمة لكل كيلومتر مربع (6,584.0/ميل2). وبلغ عدد الوحدات السكنية 34,637 وحدة بمتوسط كثافة قدره 988.8 لكل كيلومتر مربع (2,561.0/ميل2).
وتوزع التركيب العرقي للمدينة بنسبة 67.89% من البيض و10.55% من الأمريكيين الأفارقة و0.37% من الأمريكيين الأصليين و6.43% من الأمريكيين ذوي الأصول الآسيوية و0.09% من سكان جزر المحيط الهادئ و9.82% من الأعراق الأخرى و4.85% من عرقين مختلطين أو أكثر و18.40% من الهسبانيون أو اللاتينيون من أي عرق.
بلغ عدد الأسر 33,511 أسرة كانت نسبة 36% منها لديها أطفال تحت سن الثامنة عشر تعيش معهم، وبلغت نسبة الأزواج القاطنين مع بعضهم البعض 39.7% من أصل المجموع الكلي للأسر، ونسبة 17.6% من الأسر كان لديها معيلات من الإناث دون وجود شريك، بينما كانت نسبة 5.5% من الأسر لديها معيلون من الذكور دون وجود شريكة وكانت نسبة 37.2% من غير العائلات. تألفت نسبة 31% من أصل جميع الأسر من عدة أفراد يعيشون في نفس المنزل ونسبة 11.8% كانت تتألف من شخص يعيش بمفرده يبلغ من العمر 65 عاماً أو أكثر. وبلغ متوسط حجم الأسرة المعيشية 2.62، أما متوسط حجم العائلات فبلغ 3.31.
بلغ العمر الوسطي للسكان 34.2 عاماً. وكانت نسبة 26.9% من القاطنين تحت سن الثامنة عشر، وكانت نسبة 9.1% بين الثامنة عشر والرابعة والعشرين عاماً، ونسبة 30.6% كانت واقعةً في الفئة العمرية ما بين الخامسة والعشرين والرابعة والأربعين عاماً، ونسبة 19.7% كانت ما بين الخامسة والأربعين والرابعة والستين، ونسبة 12.1% كانت ضمن فئة الخامسة والستين عاماً فما فوق. يوجد لكل 100 أنثى 93.6 ذكر، ويوجد لكل 100 أنثى في الثامنة عشر من عمرها فما فوق 89.4 ذكر.
بلغ متوسط دخل الأسرة في المدينة 37,364 دولارًا، أما متوسط دخل العائلة فبلغ 45,295 دولارًا. وكان متوسط دخل الذكور 34,284 دولارًا مقابل 27,871 دولارًا للإناث. وسجل دخل الفرد الخاص بالمدينة 17,492 دولارًا. وكانت نسبة 13.2% من العائلات ونسبة 16.5% من السكان تحت خط الفقر، وكان من هؤلاء نسبة 23.3% تحت سن الثامنة عشر ونسبة 14.6% في الخامسة والستين من العمر وما فوق.

### تعداد عام 2010
بلغ عدد سكان لين 90,329 نسمة بحسب تعداد عام 2010، وبلغ عدد الأسر 33,310 أسرة وعدد العائلات 20,988 عائلة مقيمة في المدينة. في حين سجلت الكثافة السكانية 2,578.6 نسمة لكل كيلومتر مربع (6,678.5/ميل2). وبلغ عدد الوحدات السكنية 35,776 وحدة بمتوسط كثافة قدره 1,021.3 لكل كيلومتر مربع (2,645.2/ميل2).
وتوزع التركيب العرقي للمدينة بنسبة 57.59% من البيض و12.78% من الأمريكيين الأفارقة و0.73% من الأمريكيين الأصليين و6.97% من الأمريكيين ذوي الأصول الآسيوية و0.09% من سكان جزر المحيط الهادئ و16.83% من الأعراق الأخرى و5.02% من عرقين مختلطين أو أكثر و32.12% من الهسبانيون أو اللاتينيون من أي عرق.
بلغ عدد الأسر 33,310 أسرة كانت نسبة 35.5% منها لديها أطفال تحت سن الثامنة عشر تعيش معهم، وبلغت نسبة الأزواج القاطنين مع بعضهم البعض 36.9% من أصل المجموع الكلي للأسر، ونسبة 19.3% من الأسر كان لديها معيلات من الإناث دون وجود شريك، بينما كانت نسبة 6.8% من الأسر لديها معيلون من الذكور دون وجود شريكة وكانت نسبة 37% من غير العائلات. تألفت نسبة 30.6% من أصل جميع الأسر من عدة أفراد يعيشون في نفس المنزل ونسبة 11% كانت تتألف من شخص يعيش بمفرده يبلغ من العمر 65 عاماً أو أكثر. وبلغ متوسط حجم الأسرة المعيشية 2.69، أما متوسط حجم العائلات فبلغ 3.37.
بلغ العمر الوسطي للسكان 34.7 عاماً. وكانت نسبة 24.9% من القاطنين تحت سن الثامنة عشر، وكانت نسبة 10.8% بين الثامنة عشر والرابعة والعشرين عاماً، ونسبة 28.4% كانت واقعةً في الفئة العمرية ما بين الخامسة والعشرين والرابعة والأربعين عاماً، ونسبة 24.5% كانت ما بين الخامسة والأربعين والرابعة والستين، ونسبة 11.4% كانت ضمن فئة الخامسة والستين عاماً فما فوق. وتوزع التركيب الجنسي للسكان بنسبة 49% ذكور و51% إناث.

## المناخ
يظهر الجدول التالي التغييرات المناخية على مدار السنة للين:
| البيانات المناخية لـلين           | البيانات المناخية لـلين | البيانات المناخية لـلين | البيانات المناخية لـلين | البيانات المناخية لـلين | البيانات المناخية لـلين | البيانات المناخية لـلين | البيانات المناخية لـلين | البيانات المناخية لـلين | البيانات المناخية لـلين | البيانات المناخية لـلين | البيانات المناخية لـلين | البيانات المناخية لـلين | البيانات المناخية لـلين |
| الشهر                             | يناير                   | فبراير                  | مارس                    | أبريل                   | مايو                    | يونيو                   | يوليو                   | أغسطس                   | سبتمبر                  | أكتوبر                  | نوفمبر                  | ديسمبر                  | المعدل السنوي           |
| --------------------------------- | ----------------------- | ----------------------- | ----------------------- | ----------------------- | ----------------------- | ----------------------- | ----------------------- | ----------------------- | ----------------------- | ----------------------- | ----------------------- | ----------------------- | ----------------------- |
| الدرجة القصوى °ف (°م)             | 71 (22)                 | 70 (21)                 | 91 (33)                 | 94 (34)                 | 97 (36)                 | 98 (37)                 | 104 (40)                | 97 (36)                 | 96 (36)                 | 84 (29)                 | 78 (26)                 | 77 (25)                 | 104 (40)                |
| متوسط درجة الحرارة الكبرى °ف (°م) | 37 (3)                  | 40 (4)                  | 47 (8)                  | 57 (14)                 | 67 (19)                 | 76 (24)                 | 82 (28)                 | 80 (27)                 | 73 (23)                 | 62 (17)                 | 52 (11)                 | 42 (6)                  | 60 (15)                 |
| متوسط درجة الحرارة الصغرى °ف (°م) | 20 (−7)                 | 24 (−4)                 | 32 (0)                  | 42 (6)                  | 53 (12)                 | 63 (17)                 | 68 (20)                 | 66 (19)                 | 58 (14)                 | 47 (8)                  | 38 (3)                  | 28 (−2)                 | 45 (7)                  |
| أدنى درجة حرارة °ف (°م)           | −9 (−23)                | −5 (−21)                | 3 (−16)                 | 18 (−8)                 | 32 (0)                  | 41 (5)                  | 45 (7)                  | 44 (7)                  | 34 (1)                  | 25 (−4)                 | 6 (−14)                 | −18 (−28)               | −18 (−28)               |
| الهطول إنش (مم)                   | 3.7 (94)                | 2.9 (74)                | 4.1 (100)               | 4.1 (100)               | 4.5 (110)               | 3.5 (89)                | 4.2 (110)               | 4.1 (100)               | 4.5 (110)               | 3.5 (89)                | 4.0 (100)               | 3.9 (99)                | 47.0 (1٬190)            |
| [بحاجة لمصدر]                     |                         |                         |                         |                         |                         |                         |                         |                         |                         |                         |                         |                         |                         |

## أعلام
- ماريا ميتشل
- أوسبورن أندرسون
- فرجينيا سبنسر كار
- والتر برينان
- سال بارتولو